# Conor Dunne
Pour les articles homonymes, voir Dunne.
Conor Dunne (né le 22 janvier 1992 à St Albans en Angleterre) est un coureur cycliste irlandais. Professionnel entre 2014 et 2019, il est notamment champion d'Irlande sur route en 2018.

## Biographie
Il devient en 2012 champion d'Irlande du contre-la-montre espoirs. En 2013, il gagne la 1re étape de l'An Post Rás. En 2014, il rejoint l'équipe An Post-ChainReaction, où il reste deux saisons avant de signer avec l'équipe britannique JLT Condor. Il gagne notamment la Rutland-Melton International Cicle Classic.
En 2017, il est recruté par la nouvelle équipe continentale professionnelle irlandaise Aqua Blue Sport. Durant l'été, il dispute le Tour d'Espagne, son premier grand tour, qu'il termine à la 158e et dernière place.
En juin 2018, il devient champion d'Irlande sur route après une échappée en solitaire. Cependant, l'équipe Aqua Blue s'arrête en août 2018. Son propriétaire Rick Delaney annonce continuer à verser le salaire de Dunne jusqu'en 2019, date de la fin de son contrat avec l'équipe Aqua Blue. Ce qui lui permet de rejoindre l'équipe Israel Cycling Academy. 
En mai 2019, il se classe  135e du Tour d'Italie, pour son deuxième grand tour. En raison du rapprochement entre Israel Cycling Academy et Katusha-Alpecin en 2020 il n'est pas conservé au sein de la nouvelle structure World Tour Israel Start-Up Nation. Échouant à trouver à une nouvelle équipe, il se résout à prendre sa retraite sportive à l'âge de 27 ans, tout comme ses coéquipiers Zakkari Dempster, Roy Goldstein et Ruben Plaza. Mesurant 2,04 mètres, il était alors le plus grand coureur du peloton.
Le 7 janvier 2020, il devient présentateur de la chaîne Global Cycling Network (en).

## Palmarès

### Par année
- 2009
  - 2e du championnat de Grande-Bretagne du contre-la-montre juniors
- 2010
  -  Champion de Grande-Bretagne du contre-la-montre juniors
- 2012
  -  Champion d'Irlande du contre-la-montre espoirs
- 2013
  - 1re étape de l'An Post Rás
  - 2e du championnat d'Irlande du contre-la-montre espoirs
- 2015
  - 3e du championnat d'Irlande sur route
- 2016
  - Rutland-Melton International Cicle Classic
- 2017
  - 3e du championnat d'Irlande sur route
- 2018
  -  Champion d'Irlande sur route

### Résultats sur les grands tours

#### Tour d'Espagne
1 participation
- 2017 : 158e et lanterne rouge

#### Tour d'Italie
1 participation
- 2019 : 135e

### Classements mondiaux
| Année           | 2013 | 2014 | 2015 | 2016 |
| --------------- | ---- | ---- | ---- | ---- |
| UCI Europe Tour | 736e | nc   | 541e | 781e |